# Якушев Артур Юрійович
Артур Юрійович Якушев (нар. 29 березня 1977) — український футболіст, захисник.

## Життєпис
Вихованець СДЮСШОР «Зоря» м. Луганськ (тренер — Олександр Ткаченко) та УОР м. Луганськ (тренер — Сергій Горковенко).
Виступав у командах «Хімік» (Сєвєродонецьк), «Шахтар» (Стаханов), «Металург» (Липецьк). У 1997 році був запрошений в СК «Миколаїв», з яким став переможцем першості України серед команд першої ліги 1997/98 років. Після закінчення сезону Якушева в числі багатьох лідерів миколаївської команди забрали в «Кривбас». Артур двічі потрапляв в заявку на матчі криворіжців у вищій лізі, але на поле так жодного разу не вийшов. Під час зимової перерви в чемпіонаті перейшов в іншу команду «вишки» — «Прикарпаття». Дебют відбувся 7 березня 1999 року в грі проти кіровоградської «Зірки». Всього у вищій лізі зіграв 12 матчів.
З 2000 року грав у командах першої та другої ліг чемпіонату України. У 2009 році виступав у вищій лізі Ростовської області в команді «Донгазвидобування». Того ж року повернувся до України, спочатку захищав кольори ГФК «Зоря» (Луганськ), потім перейшов до ФК «Попасна», а в сезоні 2013 року був граючим головним тренером команди. Футбольну кар'єру завершив 2014 року в миколаїському «Торпедо».